# Hello Trouble
Hello Trouble é um curta-metragem mudo norte-americano de 1918, do gênero comédia, com participação de Oliver Hardy.

## Elenco

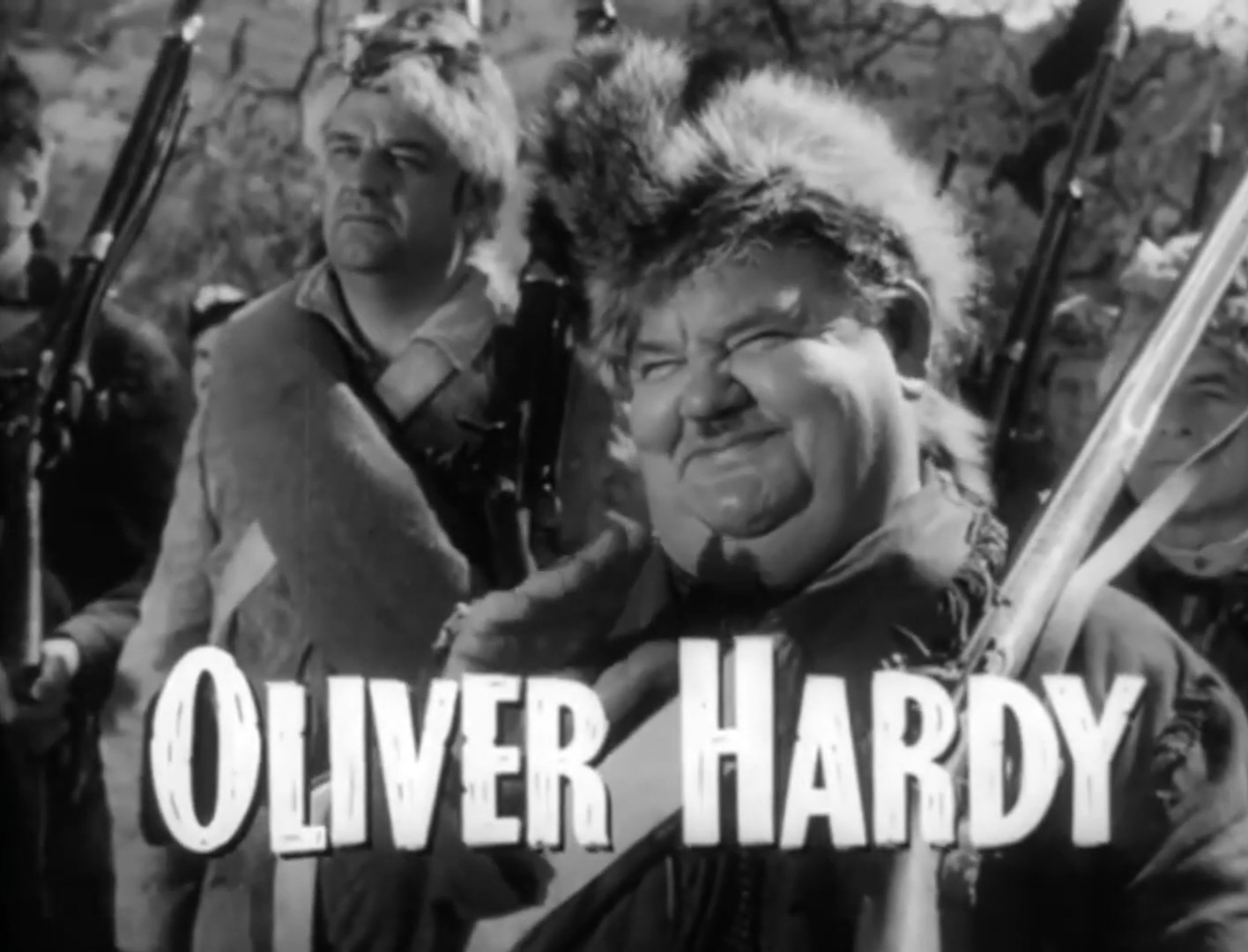
Oliver Hardy

- Oliver Hardy - (creditado como Babe Hardy)
- Peggy Prevost
- Billy Armstrong
- Bartine Burkett
- Charles Inslee
- Fay Holderness
- Charley Chase